# Nguyễn Tất Lợi
Nguyễn Tất Lợi là Thiếu tướng Công an nhân dân Việt Nam. Ông nguyên là Cục trưởng Cục Công nghệ thông tin, Bộ Công an Việt Nam.

## Tiểu sử
Nguyễn Tất Lợi sinh năm 1960, có học vị Tiến sĩ.
Tháng 6 năm 2014, Nguyễn Tất Lợi là Đại tá Công an nhân dân Việt Nam, Cục trưởng Cục Tin học nghiệp vụ, Tổng cục Hậu cần - Kỹ thuật, Bộ Công an (Việt Nam).
Tháng 11 năm 2014, ông là một trong 20 người được trao giải thưởng Giám đốc Công nghệ thông tin (CIO) và Giám đốc An ninh thông tin (CSO) tiêu biểu trong khối ASEAN.
Từ tháng 7 năm 2015, Nguyễn Tất Lợi là Thiếu tướng Công an nhân dân Việt Nam, Cục trưởng Cục Công nghệ thông tin, Bộ Công an Việt Nam.
Từ tháng 5 năm 2017, Nguyễn Tất Lợi là Thiếu tướng, Phó Tổng cục trưởng Tổng cục Hậu cần - Kỹ thuật, Bộ Công an (Việt Nam).
Tháng 10 năm 2017, ông là thành viên tiểu ban An ninh trật tự APEC Việt Nam 2017.
Tháng 2 năm 2019, Nguyễn Tất Lợi là Thiếu tướng Công an nhân dân Việt Nam, Cục trưởng Cục Công nghệ thông tin, Bộ Công an Việt Nam.

Ngày 30 tháng 6 năm 2020, ông thôi giữ chức vụ Cục trưởng Cục Công nghệ thông tin. Kế nhiệm ông là Đại tá Dương Văn Tính, Giám đốc Công an tỉnh Bắc Kạn.

## Lịch sử thụ phong quân hàm
- Đại tá
- Thiếu tướng (2015)